# Armenia na Letniej Uniwersjadzie 2009
Armenię na Letniej Uniwersjadzie w Belgradzie reprezentowało 14 zawodników. Ormianie zdobyli 3 medale (1 srebrny i 2 brązowe}.

## Medale

### Srebro
- Hambardzum Tonoyan – judo, kategoria poniżej 60 kg
- Artur Srapyan – judo, kategoria poniżej 66 kg

### Brąz
- Arman Yeremyan(inne języki) – taekwondo, kategoria poniżej 78 kg